# طريقة أويلر

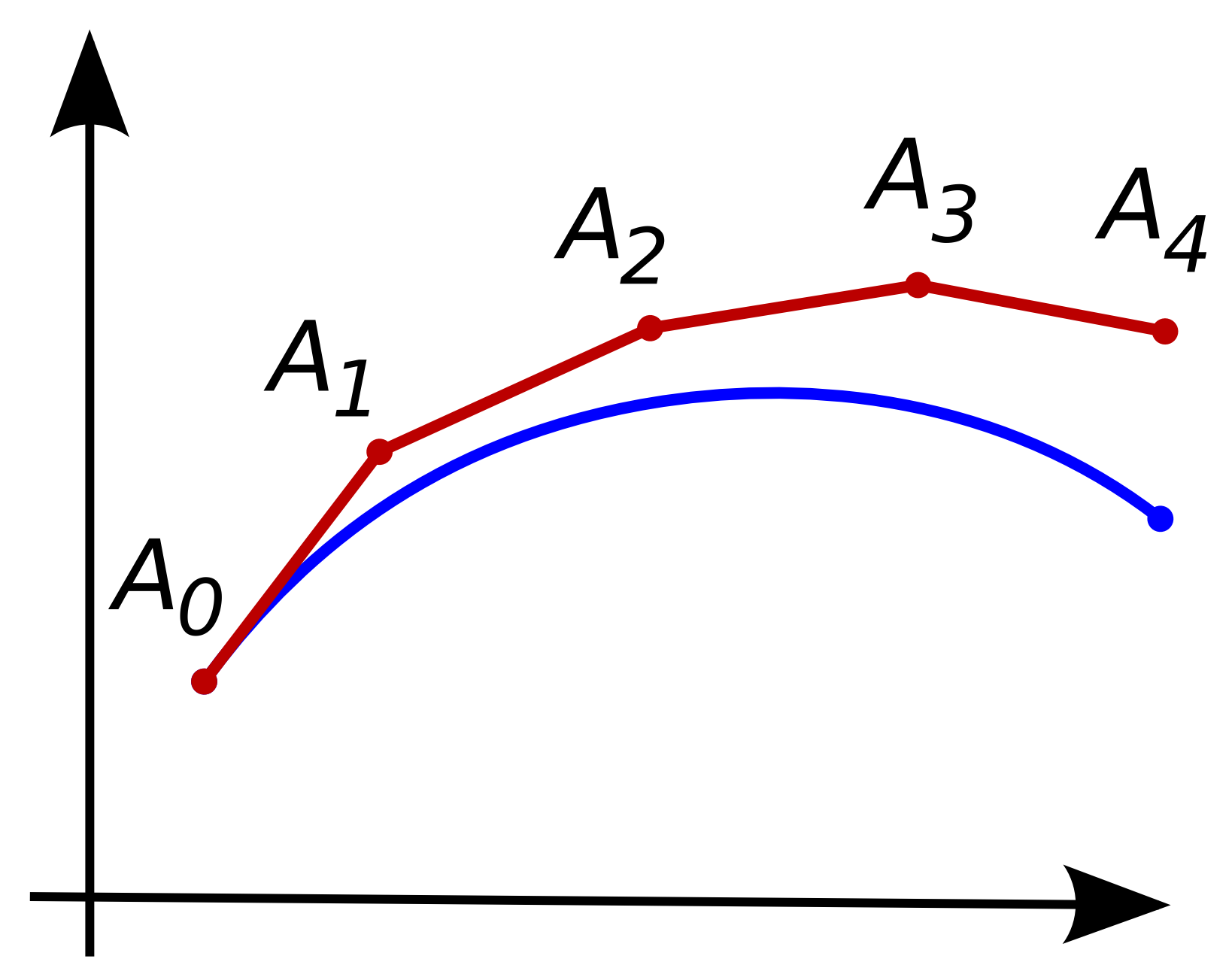
بيان لطريقة أويلر. المنحنى غير المعروف هو المنحنى الأزرق. طريقة أويلر تمكن من إيجاد المنحنى الأحمر

في الرياضيات وفي الحوسبة العلمية، طريقة أويلر (بالإنجليزية: Euler method)‏ هي طريقة تعتمد أساسا على الحساب وتمكن من حلحلة المعادلات التفاضلية العادية من الدرجة الأولى انطلاقا من قيمة بدأية.
سميت هذه الطريقة هكذا نسبة إلى عالم الرياضيات ليونهارد أويلر الذي درسها ي كتاب له نشر بين عامي 1768 و1770.

## مثال

رسم بياني يبين التكامل العدي للمعادلة المنحنى الأزرق أعطته طريقة أويلر; المنحنى الأخضر أعطته طريقة النقطة المنتصف; أما المنحنى الأحمر فأعطته, الحلحلة الدقيقة للمعادلة, طول الخطوة هو h = 1.0.

لتكن المعضلة التالية:
{\displaystyle y'=y,\quad y(0)=1,}
وليكن الهدف هو إعطاء قيمة مقربة ل {\displaystyle y(4)}.